# Silent Hill 4: The Room
Pour les articles homonymes, voir The Room (homonymie).
Silent Hill 4: The Room est un jeu vidéo de genre survival horror édité par Konami et développé en interne par la Team Silent, sorti en 2004 sur PlayStation 2, Xbox et Windows. Il fait partie de la série Silent Hill.
Le joueur incarne Henry Townshend, un habitant de South Ashfield qui se retrouve mystérieusement enfermé de l'intérieur dans son appartement, et tente de s'en échapper. Au fil du jeu, Henry explore une série de mondes étranges et affronte Walter Sullivan, un tueur en série revenu d’entre les morts. Le jeu n'est pas directement lié scénaristiquement aux épisodes précédents de la série, mais il en reprend néanmoins quelques éléments narratifs.
En comparaison avec ses prédécesseurs, Silent Hill 4 introduit quelques changements de gameplay, avec notamment une navigation en vue à la première personne dans l'appartement. À sa sortie, il reçoit des critiques globalement favorables, qui saluent l’originalité de certaines de ses mécaniques — comme les phénomènes paranormaux dans l’appartement —, mais accueillent de façon mitigée les différences avec la formule traditionnelle de la série.

## Trame

### Personnages
Le protagoniste de Silent Hill 4 est Henry Townshend (doublage : Eric Bossick), un homme ordinaire, de nature réservée, approchant de la trentaine. Depuis deux ans, il occupe l'appartement 302 de la résidence South Ashfield Heights, située dans la ville fictive d’Ashfield,.
Évoluant principalement seul dans différents mondes parallèles pendant la première partie du jeu, Henry est ensuite accompagné par Eileen Galvin (Anna Kunnecke), sa jeune voisine de l'appartement 303. Il rencontre également Cynthia Velasquez (Lisa Ortiz), une séduisante jeune femme persuadée qu'elle est en train de rêver ; Jasper Gein, un jeune homme atteint de bégaiement passionné de paranormal et de la secte de Silent Hill ; Andrew DeSalvo, un ancien employé de l’orphelinat dirigé par cette secte ; et Richard Braintree, l'irascible résident de l'appartement 207 de la résidence. D'autres personnages mineurs font également des apparitions dans le jeu : Joseph Schreiber (Robert Belgrade (en)), un journaliste mentionné dans Silent Hill 3 qui occupait l'appartement 302 avant Henry ; et Frank Sunderland, le concierge de l'immeuble, dont on apprend que le fils et la belle fille ont disparu à Silent Hill quelques années auparavant,.
L'antagoniste du jeu est le tueur en série Walter Sullivan (Dennis Falt), déjà évoqué dans Silent Hill 2, et se manifestant ici sous deux formes : un enfant à la recherche de sa mère, et un adulte aux cheveux longs portant un manteau, invincible et poursuivant Henry sans relâche dans les mondes parallèles au cours de la deuxième partie du jeu. Enfin, les anciennes victimes de Walter reviennent sous forme de fantômes hostiles qui hantent les différents mondes.

### Résumé
Depuis cinq jours, Henry Townshend est enfermé dans son appartement, sans moyen de communication, et hanté par des cauchemars récurrents,,. Lorsqu'un trou apparaît dans le mur de sa salle de bain, Henry s'y engouffre, et se retrouve dans une station de métro abandonnée grouillant de monstres,,. Il y fait la rencontre de Cynthia Velasquez, mais celle-ci est rapidement tuée par un homme inconnu. De retour dans son appartement, Henry apprend par la radio que Cynthia est bien morte dans le monde réel.
Des événements similaires se produisent dans les divers mondes explorés ensuite par Henry : Jasper Gein, rencontré dans une forêt sombre abritant l'orphelinat dirigé par la secte de Silent Hill, finit immolé par le feu ; au cours de sa visite de la prison lacustre, Henry retrouve le corps d'Andrew DeSalvo flottant dans une salle souterraine inondée ; enfin, dans un immeuble proche de South Ashfield Heights, Henry découvre un Richard Braintree agonisant sur une chaise électrique. Toutes ces morts présentent des similitudes avec le modus operandi du tueur en série Walter Sullivan.
Au cours de son périple, Henry rassemble des pages du journal ayant appartenu à Joseph Schreiber, qui enquêtait sur les meurtres de Walter. Il apprend que ce dernier est un orphelin ayant grandi avec la conviction que sa « véritable mère » est en fait l’appartement 302, où il a été retrouvé abandonné à la naissance. Walter doit accomplir un rituel nécessitant vingt et un meurtres, et sa onzième victime n'est autre que lui-même, faisant de lui un mort-vivant. Le cinquième monde visité par Henry est une version cauchemardesque de South Ashfield Heights. Dans l'appartement 303, alors que le Walter adulte s’apprête à tuer sa vingtième victime, Eileen Galvin, sa manifestation enfantine intervient et l’en empêche. À l'hôpital, Henry retrouve Eileen, blessée et sous l'emprise maléfique de Walter. Ils joignent leurs forces et retraversent les différents mondes précédemment explorés par Henry. Dans le même temps, des phénomènes paranormaux commencent à se manifester dans l’appartement 302. Henry et Eileen finissent par découvrir le fantôme de Joseph, qui leur explique que la seule façon de s’échapper est de tuer Walter, et qu'Henry est la vingt-et-unième victime désignée. 
Eileen part seule à la recherche de Walter et retourne dans l’appartement. Henry la suit et la retrouve, possédée et prête à se jeter dans un piège mortel. S’ensuit un ultime affrontement entre Henry et Walter. L'histoire se conclut par une des quatre fins suivantes :
- Dans la fin « Au revoir », Walter adulte et Walter enfant disparaissent ; Henry s’échappe de la résidence et apporte des fleurs à Eileen, qui exprime son intention de déménager. Le cauchemar est terminé[7] ;

- La fin « Mère » se déroule de façon similaire mais Eileen déclare cette fois vouloir retourner vivre à South Ashfield Heights. En outre, l’appartement d'Henry est à présent entièrement possédé[7] ;

- Dans « La mort d'Eileen », après la disparition des deux manifestations de Walter, Henry se réveille seul dans son appartement, apprenant par la radio qu’Eileen est décédée[7] ;

- Dans la fin « 21 Sacrements », les deux Walter se trouvent dans l’appartement, et la radio révèle la mort d’Henry, d'Eileen et de plusieurs autres personnes. Le rituel est accompli[7].

## Système de jeu

### Généralités
Le joueur incarne Henry Townshend, qui a pour objectif de s’échapper de son appartement. Trois niveaux de difficulté sont proposés en début de partie : « facile », « normal » et « difficile ». Ce choix influe sur le nombre et l'endurance des ennemis, le pouvoir de guérison des objets de soin et la capacité du chargeur du pistolet. En outre, le mode difficile fournit moins d'indices pour résoudre les énigmes du jeu ; ces dernières ne font pas ici l'objet d'un réglage distinct de celui des combats, contrairement à ce qui était de mise dans les deux opus précédents,,,.
L'appartement d'Henry s'explore en vue à la première personne et est le point central du jeu, permettant l'accès aux différents mondes parallèles via des trous (faisant office de portails) apparaissant dans les murs de certaines pièces,. Seul point de sauvegarde du jeu, l'appartement 302 sert de refuge à Henry durant la première moitié du jeu, régénérant lentement la santé de celui-ci,,.
Dans les mondes parallèles, qui constituent la majeure partie de l'aventure, le joueur dirige Henry en vue à la troisième personne, comme dans les épisodes précédents de la série,. Henry peut marcher, courir, et effectuer une esquive en arrière ou sur le côté,. Lorsqu'un objet ou un ennemi attire son attention, il tourne la tête vers celui-ci. Afin de faciliter l'exploration des différents mondes, une carte de chaque zone se complète au fur et à mesure,. Silent Hill 4 se distingue de ses prédécesseurs par la présence d'un affichage tête haute comprenant une barre de vie, une jauge de charge de l'arme de mêlée, et un menu d'inventaire rapide,,. Ce dernier est limité à dix emplacements, mais Henry peut déposer les objets qu'il ne souhaite pas transporter dans un coffre situé dans son appartement,,. La radio portative qui grésille et la lampe de poche, deux objets emblématiques des trois premiers épisodes de la série, sont ici absentes.

### Système de combat
Le système de combat reprend les bases des jeux précédents, tout en introduisant quelques différences. Henry vise automatiquement les ennemis qui sont à proximité. Pour s'en défaire, le joueur a accès à diverses armes de mêlée (tuyau en acier, batte de baseball, clubs de golf, …), susceptibles de se casser et dont les attaques peuvent être chargées, infligeant ainsi plus de dégâts qu’une simple attaque rapide,. Deux armes à feu (un pistolet et un revolver), ainsi qu'un pistolet électrique, sont également disponibles. Il est également possible d'asséner un coup de talon aux ennemis à terre pour les achever. La fuite demeure une option envisageable dans les situations les plus critiques. Des boissons énergétiques, des kits de soin, et de puissantes mais rares ampoules sont disséminés dans les environnements et permettent de restaurer la vie d'Henry si nécessaire,.
Les monstres qui peuplent les différents lieux peuvent se diviser en deux catégories : ceux qui peuvent être éliminés avec l'arsenal offensif traditionnel d'Henry, comme les chiens-zombies, les singes-mutants, les infirmières géantes ou encore les tentacules ; et les fantômes — une des principales nouveautés de cet épisode —, immortels (ils se relèvent invariablement quelque temps après avoir été neutralisés) et émettant une aura négative qui diminue la santé d'Henry,,. Certains objets qu'Henry peut récolter en quantités très limitées lui permettent de se protéger contre ces esprits vindicatifs. Ce sont les « médaillons saints », qui, une fois équipés, préservent le protagoniste de l'aura maléfique des fantômes, mais se brisent après un certain temps ; les « balles d'argent », des munitions pour le pistolet qui assomment les fantômes en un seul tir ; les « sabres de l'obéissance », de puissants artéfacts au nombre de cinq qui peuvent clouer au sol les fantômes suffisamment affaiblis au préalable ; et enfin les « bougies sacrées », qui, une fois placées au sol, repoussent et assomment les fantômes après quelques temps,,,.
Si Henry vient à mourir, la partie se termine et le joueur est ramené à l'écran-titre. En y sélectionnant l'option « continuer », il est alors possible de reprendre la partie à l'entrée de la dernière zone explorée, en gardant tous les objets de son inventaire ; Henry bénéficie aussi temporairement d'une force et d'une résistance aux coups accrues,.

### Deuxième partie du jeu
Dans la seconde moitié de l'aventure, l'appartement devient hanté par des phénomènes surnaturels qui affaiblissent Henry : fantômes qui sortent des murs, portes qui claquent, aiguilles folles de l'horloge, objets qui se déplacent, …,,, Les bougies sacrées s'avèrent alors utiles pour exorciser ces apparitions,. Henry est accompagné par sa voisine Eileen, qu'il doit protéger,,,. Plus lente que lui, elle le suit néanmoins, mais ne voit pas les différentes cavités dans lesquelles celui-ci s'engouffre pour rejoindre son appartement, et ne peut dès lors pas s'y rendre,, ; blessée au bras, elle ne peut pas non plus emprunter les échelles, obligeant occasionnellement Henry à la laisser en retrait ou à faire des détours,,,. Henry peut confier à tout moment à Eileen des armes spécifiques qui lui sont destinées et qu'il conserve dans son inventaire, comme un sac à main, une chaîne de fer, une matraque ou une mitraillette,,. Eileen ne peut pas mourir, mais elle subit une détérioration progressive de son état lorsqu'elle encaisse des coups, qu'Henry lui confie une mitraillette ou qu'il la laisse seule de façon prolongée,,. Dans ce dernier cas, il est possible de laisser une bougie sacrée en face d'elle pour l'apaiser et la protéger des monstres temporairement. L’état dans lequel se trouve Eileen lors du combat final, de même que le nombre d'apparitions maléfiques exorcisées dans l'appartement, influencent directement la fin obtenue,.

## Développement

### Conception

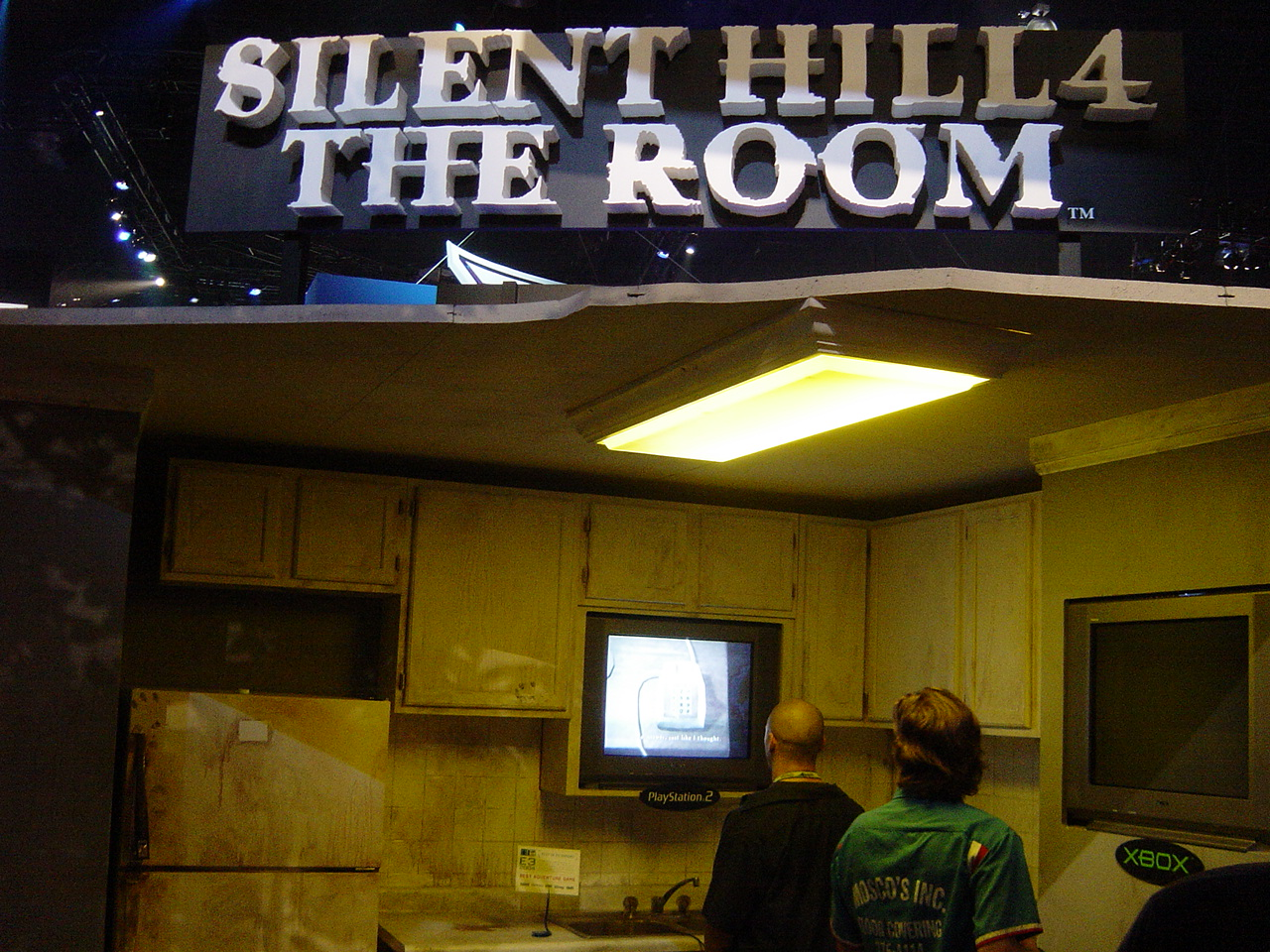
Le stand promotionnel du titre lors de l'Electronic Entertainment Expo de 2004

Le quatrième Silent Hill a commencé à être produit pour Konami Computer Entertainment Tokyo par la Team Silent peu après la sortie de Silent Hill 2 et en parallèle de Silent Hill 3, avec comme intention de créer un nouveau style de jeu qui changerait la direction de la série,,,,. Contrairement à ce qu'une rumeur sur Internet persiste à dire, Silent Hill 4 a toujours été vu comme faisant partie de la série de jeux Silent Hill et non un jeu d'horreur sans rapport qui aurait par la suite été remanié pour en faire un titre de la série, malgré les différences notables dans le gameplay et la direction artistique. Les premières annonces autour du développement ont été faites en octobre 2003, suivies par des déclarations officielles de Konami au Gamers' Day de 2004,. Le compositeur des musiques et sons de la série Akira Yamaoka a participé à la production. Son titre de production était simplement Room 302.
L'idée principale de la structure du jeu était de faire de l’appartement le « seul endroit sûr du monde » avant d'en faire un lieu dangereux. La vision à la première personne a été choisie dans cette zone du jeu pour appuyer le côté personnel et claustrophobique,. Pour le reste du titre, les producteurs ont gardé la vision à la troisième personne afin d'appuyer l'aspect action et combat de ces phases de jeu. De même, les endroits sont visités deux fois dans le jeu, afin de montrer les altérations induites par chaque personnage lors de leur première exploration.
Comme pour les titres précédents, les producteurs citent comme inspiration le film L'Échelle de Jacob de 1990, notant que le protagoniste Henry Townshend a des traits de l'acteur Peter Krause. L'architecture de l'appartement et l'apparition du trou est comparable à un espace non euclidien similaire apparaissant dans le roman La Maison des feuilles de Mark Z. Danielewski. D'autres sources d'inspiration données citent Rosemary's Baby, la série télévisée américaine Twin Peaks, et l'œuvre de l'auteur Stephen King. Les créateurs parlent également du livre Les Bébés de la consigne automatique de Ryu Murakami comme inspiration pour l'histoire des origines.

### Équipe de développement
- Directeur, scénariste : Suguru Murakoshi
- Directeur artistique : Masashi Tsuboyama
- Directeur programmation : Kosuke Iwakura
- Producteur / Directeur son / Musiques et effets sonores : Akira Yamaoka
- Producteur secondaire : Akihiro Imamura

### Promotion et commercialisation
Silent Hill 4 est commercialisé au Japon le 17 juin 2004 sur PlayStation 2, puis en Amérique du Nord sur cette console ainsi que sur Xbox et PC le 7 septembre de la même année. En Europe, les trois versions du jeu sont commercialisées fin septembre 2004 ; la version PlayStation 2 est réédité au printemps 2006 dans la compilation The Silent Hill Collection.

## Accueil
Lors de la présentation de Silent Hill 4: The Room au cours de l'E3 de 2004, IGN l'a nommé meilleur jeu d'aventure de la  PlayStation 2. Des journaux plus classiques se sont également intéressés au titre avant sa sortie, comme CNN, la BBC et The Times,,. Silent Hill 4 a été le jeu le plus vendu au Japon pendant une période de soldes de jeux vidéo, avant de chuter à la 10e place une semaine plus tard,. Les communiqués officiels de Konami décrivent les ventes en Amérique du Nord comme « favorables ».
Le site d'agrégation Metacritic donne une note moyenne de 76/100 pour les versions PS2 et Xbox, réunissant des critiques généralement positives,. Marc Saltzman de CNN écrit : « Alors que les films d'horreur de Hollywood empirent à mesure qu'ils ont des suites (Vendredi 13, chapitre VIII : L'Ultime Retour, par exemple), la série terrifiante de Konami Silent Hill devient meilleure - et plus dérangeante - avec le temps » Le magazine Game Informer a aimé Silent Hill 4: The Room, disant que « le voyeurisme désarmant, les angles de caméra bizarres, et la tension exceptionnellement bien maîtrisée font ce qui est au cœur de la série, mais The Room est le premier à le réussir parfaitement. » Un critique du magazine Edge trouve que « d'un certain côté, c'est un voyage étouffant avec une attention sans précédent au sentiment de malaise et d'horreur psychologique, un jeu pensé avec une sophistication inégalée. Sous un autre angle, c'est un portage poussif d'un jeu PSone, avec un design peu inspiré. » The New York Times reproche un manque total de « vraie terreur. »
L'histoire du jeu est appréciée, décrite comme horrifiante, satisfaisante et sombre. 1UP.com souligne que la chambre qui donne son titre au jeu entretient le malaise chez le joueur. Game Revolution a aimé la relative normalité de l'apparence des environnements hors de l'appartement de Henry au début du jeu : « Ces mondes alternatifs sont-ils réels ou simplement les cauchemars d'un dingue lunatique qui a enchaîné sa propre porte ? Ça efface efficacement la ligne entre réalité et illusion, créant ainsi un jeu particulièrement dérangeant. » À l'inverse, Douglass C. Perry de IGN considère que la familiarité de l'histoire en comparaison avec celles des titres précédents de Silent Hill distrait de l'aspect horrifique, malgré une attention prêtée aux personnages plus grande qu'auparavant,. Le travail des voix a été salué,,, malgré quelques reproches faits au calme des personnages. Néanmoins, le producteur et compositeur Akira Yamaoka trouve les personnages « un peu faibles. »
Un autre point avec de bonnes critiques concerne le graphisme et le détail des environnements,. Selon Bethany Massimilla de GameSpot, « le jeu montre son meilleur dans ses décors usés, sanglants et bruts, comme les halls de métal humide de la prison d'eau ou les couloirs du métro qui, à un moment, se retrouvent avec de murs de chair vivante. » Les designs des personnages et des monstres sont vus comme bien réalisés,,,. Le travail sonore contribue également selon les critiques à l'aspect horrifique du jeu,,,, même si 1UP le trouve inférieur par rapport au reste dans la série.
Le changement de direction dans le gameplay de la série a fait beaucoup réagir. GameZone a apprécié les changements, selon eux nécessaires pour garder l'intérêt de la série. Le choix de faire de l’appartement le seul point de sauvegarde et de gestion de l'inventaire, sans possibilité de jeter les objets inutiles, a reçu beaucoup de critiques trouvant ce point peu pratique,,,. Les énigmes n'ont pas été appréciées : Kristan Reed d'Eurogamer a exprimé sa déception, trouvant que le jeu a été pensé plus pour le combat sans les puzzles habituels de Silent Hill, tandis que Bryn Williams de GameSpy s'inquiète de voir leur complexité décourager les joueurs occasionnels. IGN a regretté le remplacement des énigmes basées sur la logique pour des rassemblements d'objets, ainsi que le manque de combats de boss. Un point peu apprécié concerne la redondance des environnements, les quatre premiers mondes alternatifs étant repris dans la deuxième partie du jeu,.